# 張承台
張 承台（チャン・スンテ、朝鮮語: 장승태、1922年1月23日 - 2019年2月8日）は、大韓民国の政治家。第7・8・9・10代韓国国会議員、第25代逓信部（後の情報通信部）長官。本貫は仁同張氏。仏教徒。

## 経歴
日本統治時代の朝鮮で江原道の寧越郡に生まれた。春川高等学校を経て国民大学校経済学科卒。ソウル大学校行政大学院行政学修士、明知大学校行政学博士。
逓信部理事官を経て、1967年6月に実施された第7代総選挙に民主共和党の公認で立候補して初当選した。国会議員を4期務めたほか、国会交通・予決・財務委員長、第9次アジア議員連盟（APU）韓国代表団長、韓日協会委員会事務総長を歴任した。また、1974年9月18日から1975年12月18日まで第25代逓信部（後の情報通信部）長官を務め、1980年に国家保衛立法会議委員に選出された。他には寧越石正女子中高等学校理事長、社団法人通友会会長も務めた。
2019年2月8日、97歳で死去した。